# 吴家堡街道 (济南市)
吴家堡街道，是中华人民共和国山東省济南市槐荫区下辖的一个乡镇级行政单位。

## 行政区划
吴家堡街道下辖以下地区：
东吴家堡村、南吴家堡堡村、西吴家堡村、东赵家庄村、石佛屯村、中赵家庄村、唐家庄村、楚家庄村、肖家屯村、宋家庄村、中店铺村、大高家庄村、董家庄村、刘家庄村、陈家庄村、周官屯村、韩家道口村、大杨家庄村、裴家庄村、小杨家庄村、闫家庄村、东曹家庄村、北店子村、棉花张庄村、三教堂村、西王家庄村、曹家圈村、安家庄村、席家庄村、申家庄村、七里铺村、西张家庄村和明里庄村。